# گنج قارون
گنج قارون فیلمی ایرانی است که در سال ۱۳۴۴ ساخته شد. این فیلم ساخته سیامک یاسمی است و محمدعلی فردین، فروزان و تقی ظهوری از بازیگران اصلی این فیلم هستند. این فیلم نخستین فیلم سینمای ایران بود که به فروش میلیونی (یک میلیون تومان) رسید.
گنج قارون را احمد شیرازی به صورت سیاه‌وسفید و رنگی (قسمت رقص فیلم رنگی بود و با چشمداشت به صحنهٔ رقص معروف و مشتری‌پسند فیلم هندی سنگام طرح‌ریزی شد) فیلمبرداری کرد. در این فیلم، صدای چنگیز جلیلوند و صدای ایرج بر چهره محمدعلی فردین بود. همچنین ایرج در این فیلم سه ترانه («علی بی غم»، «گنج قارون» و «اومدم از هند اومدم») را اجرا کرد که بعد از فیلم گنج قارون به شهرت زیادی رسید.
گنج قارون و موجی که به دنبالش آمد تحرک بی‌سابقه‌ای به صنعت فیلمسازی ایران داد و با جلب انبوه تماشاگران برای سالهای متمادی نقش مهمی در تثبیت موقعیت آن در قبال هجوم فیلم‌های خارجی داشت.

## خلاصه داستان
جوانی (فردین) به‌همراه دوستش (تقی ظهوری)، مرد ثروتمندی با نام قارون (آرمان) را که از روی یأس قصد خودکشی در زاینده‌رود اصفهان را دارد، نجات می‌دهد و در خانهٔ خود از او نگهداری می‌کند. بعد، از طریق مادر خود درمی‌یابد که قارون پدرش است که سال‌ها قبل به خاطر هوس‌بازی‌هایش او و مادرش را رها کرده است. پسر، پدر را از خود می‌راند. قارون که وارثی ندارد، ضمن اینکه از گذشتهٔ خود نادم است، به‌دفعات سعی می‌کند پسرش را به دست آورَد و سرانجام نیز موفق می‌شود.

## بازیگران

تقی ظهوری (سمت راست) و محمد علی فردین در فیلم گنج قارون - ۱۳۴۴

| بازیگر         | نقش          |
| -------------- | ------------ |
| محمدعلی فردین  | علی بی‌غم     |
| فروزان         | شیرین        |
| تقی ظهوری      | حسن جغجغه    |
| آرمان          | قارون        |
| عباس شباویز    | فرامرز       |
| رفیع حالتی     | پیشکار قارون |
| ایران قادری    | مادر علی     |
| ماروتیان       | پدر شیرین    |
| کارمن          |              |
| سیروس شاندرمنی | حسن کشمش     |
| ملیحه نظری     | مادر شیرین   |

## واکنش‌ها
هشتصد هزار نفر از جمعیت حدود یک میلیونی آن وقت تهران، بلیت گنج قارون را خریدند و برای تماشای فیلم به سینماها رفتند.
این فیلم از نظر فنی مورد نقد برخی منتقدین و هنرمندان قرار داشته و دارد تا حدی که عده‌ای از آن به عنوان سمبل «فیلم‌های فارسی» یاد می‌کنند.
فردین و فروزان در ابتدا می‌خواسته‌اند سهم خود را از این فیلم بفروشند؛ چون با توجه به عدم استقبال از فیلم در چند روز اول، فکر نمی‌کرده‌اند به دلیل تنوع و طولانی بودن قصه فروش خوبی داشته باشد ولی این فیلم با موفقیت روبرو می‌شود و بیست و پنج میلیون ریال فروش داشته است.